# Вилла Плиний
Вилла Плиний (итал. Villa Plinii) — вилла в посёлке Льерна на озере Комо (по дороге на Варенну), с видом на мыс Белладжо. Известна также как вилла Maria.
Villa Plinii представляет собой особняк с дизайном Cliff Villa на озере Комо, построенный на высокой скале Lierna Lake Como, названной «La Rocca», с лучшим видом на озеро. Комо, площадью около 1000 квадратных метров, спроектированный дизайнерами Пьеро Порталуппи и Гуальтьеро Гальманини, в 1953 году, в то время как конструкции длинных лестниц остались оригинальными и созданы художником Джаннино Кастильони.
Особняк окружен обширным парком с магнолиями, пальмами и соснами. Проект ботанического сада с редкими эссенциями был разработан Акилле Кастильони, который также изучал ботанические растения, меняющие цвет в зависимости от времени года, и создал систему хромотерапии. Кажется, его котировки приближаются к 100 миллионам евро.